# Mega-Petrol
Mega-Petrol war ein bayerisches Ölbohrunternehmen, dessen Zusammenbruch 1983 einen Wirtschaftsskandal verursachte.
Die Firma wurde 1978 vom Unterföhringer Geschäftsmann Ernst Willner und dem Ingolstädter Textilunternehmer Karl Schleicher als Hauptkommanditisten gegründet. Durch Entdeckung und Ausbeutung großer Öl- und Gasfelder sollten Jahresrenditen von 25 % erzielt werden. Die Bayerische Landesbank gewährte Millionenkredite und rund 2000 Anleger investierten etwa 270 Millionen Deutsche Mark.
Der damalige bayerische Finanzminister Max Streibl förderte das Unternehmen nicht nur als Verwaltungsratsvorsitzender der Landesbank, sondern ließ sich auch als Werbeträger und Festredner von Mega-Petrol bezahlen.
Tatsächlich wurden die lukrativen Dividenden nicht aus Gewinnen im Ölgeschäft, sondern wie bei einem Schneeballsystem mit dem Geld der Neuanleger bezahlt. Obwohl die Landesbank davon erfuhr, unterstützte sie Mega-Petrol auch weiter mit Krediten in Millionenhöhe.
Der Zusammenbruch der Mega-Petrol 1983 beschäftigte die Justiz für ein Jahrzehnt. Die Beteiligung Streibls und der Landesbank machte die Affäre zum Politikum. 1993 wurde die Landesbank „wegen Beihilfe zur sittenwidrigen Schädigung“ zu Schadensersatz an einige Anleger verurteilt. Streibl (inzwischen Ministerpräsident) blieb hingegen unbehelligt: 1996 sprach ihn der Untersuchungsausschuss des Bayerischen Landtages von allen Vorwürfen frei.